# 아이술루 티니베코바
아이술루 볼로토브나 티니베코바(키르기스어·러시아어: Айсулуу́ Боло́товна Тыныбе́кова, 1993년 5월 4일~)는 키르기스스탄의 레슬링 선수이다. 2020년 하계 올림픽 자유형 미들급 부문에서 은메달을 획득하면서 키르기스스탄 여자 선수로는 최초로 올림픽 은메달을 획득했다.